# Tour de France de 2008

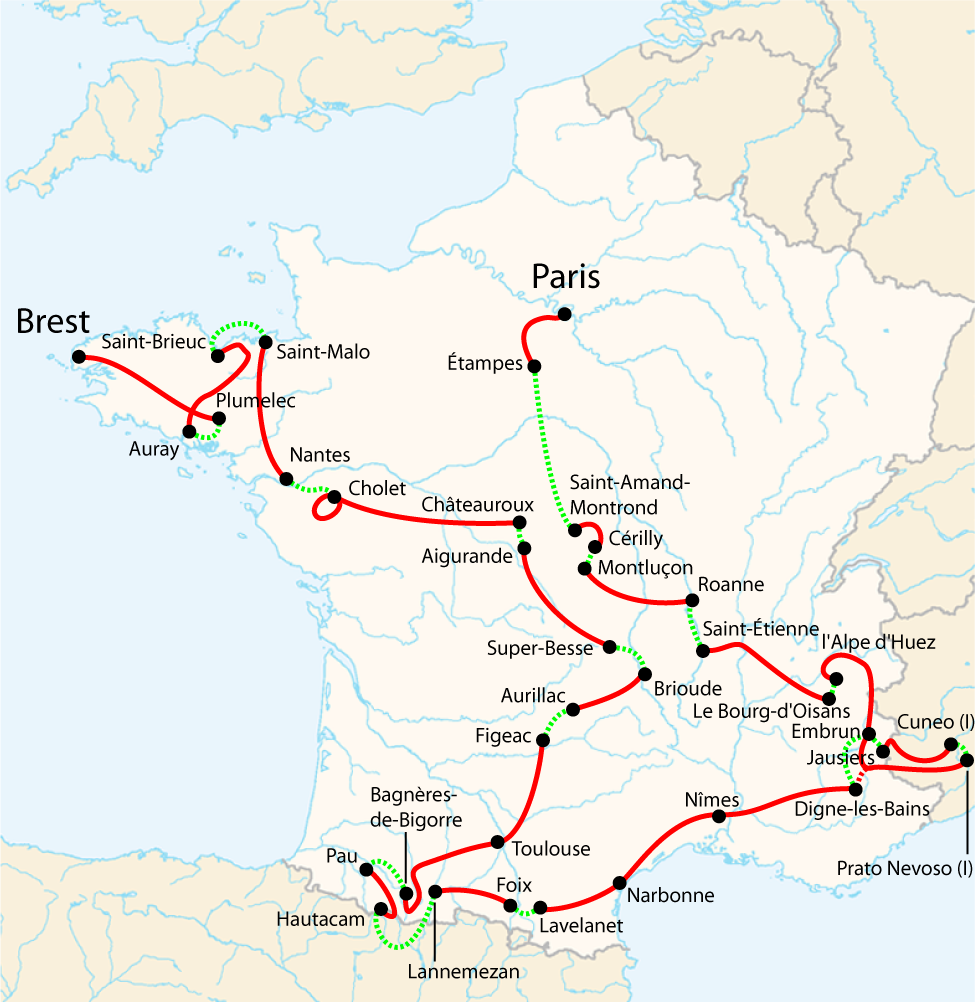
Percurso de 2008.

O 95º Tour de France (Volta da França ou Volta à França) teve início no dia 5 de Julho de 2008 com uma etapa plana de 197,5 km em Brest, substituindo pela primeira vez desde 1967 o tradicional prólogo de abertura, e terminou no dia 29 de julho, como de hábito, nos Champs-Élysées. Na etapa 15 o Tour passou pela Itália e depois voltou para a França. Esse ano todos os bônus no tempo total dados aos primeiros colocados de cada etapa foram abolidos. Após 21 etapas o campeão foi o espanhol Carlos Sastre.
No dia 13 de Fevereiro de 2008 os organizadores resolveram vetar a participação da equipe Astana, pela fato de que a mesma estava envolvida em alguns escândalos de doping recentes; assim, o atual campeão da Volta, o espanhol Alberto Contador, ficou fora dessa edição. Outra ausência é a do campeão por pontos do ano passado, Tom Boonen, que testou positivo para cocaína em exame realizado no dia 26 de Maio de 2008 e teve então sua inscrição negada.

## Etapas
| 1        | Brest - Plumelec               | 197.5 km   | Plano          | Sábado, 5 de Julho   | Alejandro Valverde | Alejandro Valverde |  |  |  |
| 2        | Auray - Saint-Brieuc           | 164.5 km   | Plano          | Domingo, 6 de Julho  | Thor Hushovd       | Alejandro Valverde |  |  |  |
| 3        | Saint-Malo - Nantes            | 208.0 km   | Plano          | Segunda, 7 de Julho  | Samuel Dumoulin    | Romain Feillu      |  |  |  |
| 4        | Cholet                         | 29.5 km    | Contra relógio | Terça, 8 de Julho    | Stefan Schumacher  | Stefan Schumacher  |  |  |  |
| 5        | Cholet - Châteauroux           | 232.0 km   | Plano          | Quarta, 9 de Julho   | Mark Cavendish     | Stefan Schumacher  |  |  |  |
| 6        | Aigurande - Super-Besse Sancy  | 195.5 km   | Intermediário  | Quinta, 10 de Julho  | Riccardo Ricco     | Kim Kirchen        |  |  |  |
| 7        | Brioude - Aurillac             | 159.0 km   | Intermediário  | Sexta, 11 de Julho   | Luis León Sánchez  | Kim Kirchen        |  |  |  |
| 8        | Figeac - Toulouse              | 172.5 km   | Plano          | Sábado, 12 de Julho  | Mark Cavendish     | Kim Kirchen        |  |  |  |
| 9        | Toulouse - Bagnères-de-Bigorre | 224.0 km   | Montanha       | Domingo, 13 de Julho | Riccardo Ricco     | Kim Kirchen        |  |  |  |
| 10       | Pau - Hautacam                 | 156.0 km   | Montanha       | Segunda, 14 de Julho | Leonardo Piepoli   | Cadel Evans        |  |  |  |
| Descanso | Descanso                       | Descanso   | Descanso       | Terça, 15 de Julho   |                    |                    |  |  |  |
| 11       | Lannemezan - Foix              | 167.5 km   | Intermediário  | Quarta, 16 de Julho  | Kurt Asle Arvesen  | Cadel Evans        |  |  |  |
| 12       | Lavelanet - Narbona            | 168.5 km   | Plano          | Quinta, 17 de Julho  | Mark Cavendish     | Cadel Evans        |  |  |  |
| 13       | Narbona - Nîmes                | 182.0 km   | Plano          | Sexta, 18 de Julho   | Mark Cavendish     | Cadel Evans        |  |  |  |
| 14       | Nîmes - Digne-les-Bains        | 194.5 km   | Plano          | Sábado, 19 de Julho  | Oscar Freire       | Cadel Evans        |  |  |  |
| 15       | Embrun - Prato Nevoso          | 183.0 km   | Montanha       | Domingo, 20 de Julho | Simon Gerrans      | Fränk Schleck      |  |  |  |
| Descanso | Descanso                       | Descanso   | Descanso       | Segunda, 21 de Julho |                    |                    |  |  |  |
| 16       | Cuneo - Jausiers               | 157.0 km   | Montanha       | Terça, 22 de Julho   | Cyril Dessel       | Fränk Schleck      |  |  |  |
| 17       | Embrun - Alpe d'Huez           | 210.5 km   | Montanha       | Quarta, 23 de Julho  | Carlos Sastre      | Carlos Sastre      |  |  |  |
| 18       | Bourg-d'Oisans - Saint-Étienne | 196.5 km   | Intermediário  | Quinta, 24 de Julho  | Marcus Burghardt   | Carlos Sastre      |  |  |  |
| 19       | Roanne - Montluçon             | 165.5 km   | Plano          | Sexta, 25 de Julho   | Sylvain Chavanel   | Carlos Sastre      |  |  |  |
| 20       | Cérilly - Saint-Amand-Montrond | 53.0 km    | Contra relógio | Sábado, 26 de Julho  | Stefan Schumacher  | Carlos Sastre      |  |  |  |
| 21       | Étampes - Paris Champs-Élysées | 143.0 km   | Plano          | Domingo, 27 de Julho | Gert Steegmans     | Carlos Sastre      |  |  |  |
| Total    | Total                          | 3,559.5 km |                |                      |                    |                    |  |  |  |

### Detalhes das etapas
- Etapas do Tour de France 2008

### Evolução dos líderes
| Etapa (Ganhador)              | Classificação geral | Classificação por pontos | Classificação montanha | Classificação dos jovens | Classificação por equipes |
| ----------------------------- | ------------------- | ------------------------ | ---------------------- | ------------------------ | ------------------------- |
| 1ª etapa (Alejandro Valverde) | Alejandro Valverde  | Alejandro Valverde       | Thomas Voeckler        | Riccardo Ricco           | Gerolsteiner              |
| 2ª etapa (Thor Hushovd)       | Alejandro Valverde  | Kim Kirchen              | Thomas Voeckler        | Riccardo Ricco           | Gerolsteiner              |
| 3ª etapa (Samuel Dumoulin)    | Romain Feillu       | Kim Kirchen              | Thomas Voeckler        | Romain Feillu            | Garmin Chipotle           |
| 4ª etapa (Kim Kirchen)        | Kim Kirchen         | Kim Kirchen              | Thomas Voeckler        | Thomas Lovkvist          | Garmin Chipotle           |
| 5ª etapa (Mark Cavendish)     | Kim Kirchen         | Thor Hushovd             | Thomas Voeckler        | Thomas Lovkvist          | Garmin Chipotle           |
| 6ª etapa (Alejandro Valverde) | Kim Kirchen         | Kim Kirchen              | Sylvain Chavanel       | Thomas Lovkvist          | Garmin Chipotle           |
| 7ª etapa (Luis León Sánchez)  | Kim Kirchen         | Kim Kirchen              | David de la Fuente     | Thomas Lovkvist          | Team CSC                  |
| 8ª etapa (Mark Cavendish)     | Kim Kirchen         | Oscar Freire             | David de la Fuente     | Thomas Lovkvist          | Team CSC                  |
| 9ª etapa (Vladimir Efimkin)   | Kim Kirchen         | Kim Kirchen              | David de la Fuente     | Andy Schleck             | Team CSC                  |
| 10ª etapa (Juan José Cobo)    | Cadel Evans         | Oscar Freire             | Riccardo Ricco         | Riccardo Ricco           | Saunier Duval-Scott       |
| 11ª etapa (Kurt Asle Arvesen) | Cadel Evans         | Oscar Freire             | Riccardo Ricco         | Riccardo Ricco           | Team CSC                  |
| 12ª etapa (Mark Cavendish)    | Cadel Evans         | Oscar Freire             | Sebastian Lang         | Vincenzo Nibali          | Team CSC                  |
| 13ª etapa (Mark Cavendish)    | Cadel Evans         | Oscar Freire             | Sebastian Lang         | Vincenzo Nibali          | Team CSC                  |
| 14ª etapa (Oscar Freire)      | Cadel Evans         | Oscar Freire             | Sebastian Lang         | Vincenzo Nibali          | Team CSC                  |
| 15ª etapa (Simon Gerrans)     | Fränk Schleck       | Oscar Freire             | Bernhard Kohl          | Vincenzo Nibali          | Team CSC                  |
| 16ª etapa (Cyril Dessel)      | Fränk Schleck       | Oscar Freire             | Bernhard Kohl          | Andy Schleck             | Team CSC                  |
| 17ª etapa (Carlos Sastre)     | Carlos Sastre       | Oscar Freire             | Bernhard Kohl          | Andy Schleck             | Team CSC                  |
| 18ª etapa (Marcus Burghardt)  | Carlos Sastre       | Oscar Freire             | Bernhard Kohl          | Andy Schleck             | Team CSC                  |
| 19ª etapa (Sylvain Chavanel)  | Carlos Sastre       | Oscar Freire             | Bernhard Kohl          | Andy Schleck             | Team CSC                  |
| 20ª etapa (Fabian Cancellara) | Carlos Sastre       | Oscar Freire             | Bernhard Kohl          | Andy Schleck             | Team CSC                  |
| 21ª etapa (Gert Steegmans)^   | Carlos Sastre       | Oscar Freire             | Bernhard Kohl          | Andy Schleck             | Team CSC                  |
| Final                         | Carlos Sastre       | Oscar Freire             | Bernhard Kohl          | Andy Schleck             | Team CSC                  |

Notas
- Na etapa 2, Philippe Gilbert usou a camisa verde
- Na etapa 4, Andy Schleck usou a camisa branca
- Na etapa 7, Thor Hushovd usou a camisa verde
- Na etapa 8 e 10, Oscar Freire usou a camisa verde
- Na etapa 11, Vincenzo Nibali usou a camisa branca

## Classificações finais

### Classificação geral
| POS | Ciclista             | Equipe            | Tempo       |
| --- | -------------------- | ----------------- | ----------- |
| 1   | Carlos Sastre        | Team CSC          | 87h 52' 52″ |
| 2   | Cadel Evans          | Silence-Lotto     | + 58"       |
| DSQ | Bernhard Kohl        | Gerolsteiner      | + 1' 13"    |
| 3   | Denis Menchov        | Rabobank          | + 2' 10"    |
| 4   | Christian Vandevelde | Garmin-Chipotle   | + 3' 05"    |
| 5   | Fränk Schleck        | Team CSC          | + 4' 28"    |
| 6   | Samuel Sánchez       | Euskaltel-Euskadi | + 6' 25″    |
| 7   | Kim Kirchen          | Team Columbia     | + 6' 55″    |
| 8   | Alejandro Valverde   | Caisse d'Epargne  | + 7' 12″    |
| 9   | Tadej Valjavec       | AG2R La Mondiale  | + 9' 05″    |
| 10  | Vladimir Efimkin     | AG2R La Mondiale  | + 9' 55″    |

| POS | Ciclista            | Equipe                | Tempo     |
| --- | ------------------- | --------------------- | --------- |
| 12  | Andy Schleck        | Team CSC              | + 11' 32″ |
| 13  | Roman Kreuziger     | Liquigás              | + 12' 59″ |
| 14  | Sandy Casar         | La Française des Jeux | + 19' 23″ |
| 15  | Amaël Moinard       | Cofidis               | + 23' 31″ |
| 16  | Mikel Astarloza     | Euskaltel-Euskadi     | + 23' 40″ |
| 17  | Kanstantsin Siutsou | Team Columbia         | + 24' 55″ |
| 18  | Alexandre Botcharov | Crédit Agricole       | + 27' 11″ |
| 19  | Vincenzo Nibali     | Liquigás              | + 28' 33″ |
| 20  | Stéphane Goubert    | AG2R La Mondiale      | + 31' 50″ |

| POS | Ciclista           | Equipe           | Pontos |
| --- | ------------------ | ---------------- | ------ |
| 1   | Óscar Freire       | Rabobank         | 270    |
| 2   | Thor Hushovd       | Crédit Agricole  | 220    |
| 3   | Erik Zabel         | Team Milram      | 217    |
| 4   | Leonardo Duque     | Cofidis          | 181    |
| 5   | Kim Kirchen        | Team Columbia    | 155    |
| 6   | Alejandro Valverde | Caisse d'Epargne | 136    |
| 7   | Robert Hunter      | Barloworld       | 131    |
| 8   | Robbie McEwen      | Silence-Lotto    | 129    |
| 9   | Julian Dean        | Garmin-Chipotle  | 119    |
| 10  | Gerald Ciolek      | Team Columbia    | 116    |

| POS | Ciclista           | Equipe                | Tempo |
| --- | ------------------ | --------------------- | ----- |
| DSQ | Bernhard Kohl      | Gerolsteiner          | 128   |
| 1   | Carlos Sastre      | Team CSC              | 80    |
| 3   | Fränk Schleck      | Team CSC              | 80    |
| 4   | Thomas Voeckler    | Bouygues Télécom      | 65    |
| 5   | Sebastian Lang     | Gerolsteiner          | 62    |
| 6   | Stefan Schumacher  | Gerolsteiner          | 61    |
| 7   | John-Lee Augustyn  | Barloworld            | 61    |
| 8   | Alejandro Valverde | Caisse d'Epargne      | 58    |
| 9   | Rémy Di Gregorio   | La Française des Jeux | 52    |
| 10  | Egoi Martinez      | Euskaltel-Euskadi     | 51    |

| POS | Ciclista          | Equipe                | Tempo        |
| --- | ----------------- | --------------------- | ------------ |
| 1   | Andy Schleck      | Team CSC              | 88h 04' 24″  |
| 2   | Roman Kreuziger   | Liquigás              | + 1' 27″     |
| 3   | Vincenzo Nibali   | Liquigás              | + 17' 01″    |
| 4   | Maxime Monfort    | Cofidis               | + 24' 09″    |
| 5   | Eduardo Gonzalo   | Agritubel             | + 1h 08' 34″ |
| 6   | Thomas Lövkvist   | Team Columbia         | + 1h 13' 55″ |
| 7   | John-Lee Augustyn | Barloworld            | + 1h 24' 49″ |
| 8   | Peter Velits      | Team Milram           | + 1h 38' 17″ |
| 9   | Rémy Di Gregorio  | La Française des Jeux | + 1h 38' 22″ |
| 10  | Luis León Sánchez | Caisse d'Epargne      | + 1h 44' 07" |

| POS | Equipe            | Tempo        |
| --- | ----------------- | ------------ |
| 1   | Team CSC          | 263h 29' 57" |
| 2   | AG2R La Mondiale  | + 15' 35"    |
| 3   | Rabobank          | + 1h 05' 26" |
| 4   | Euskaltel-Euskadi | + 1h 16' 26" |
| 5   | Silence-Lotto     | + 1h 17' 15" |
| 6   | Caisse d'Epargne  | + 1h 20' 28" |
| 7   | Team Columbia     | + 1h 23' 00" |
| 8   | Lampre            | + 1h 26' 24" |
| 9   | Gerolsteiner      | + 1h 27' 40" |
| 10  | Crédit Agricole   | + 1h 37' 16" |

## Equipes
| - Bélgica Quick Step Silence-Lotto - Alemanha Gerolsteiner Team Milram - Italia Lampre Liquigas - Holanda Rabobank | - Dinamarca Team CSC Saxo Bank - França AG2R La Mondiale Agritubel Bouygues Télécom Cofidis, le Crédit par téléphone Crédit Agricole La Française des Jeux | - Reino Unido Barloworld - Estados Unidos Team Garmin-Chipotle Team Columbia - Espanha Caisse d'Epargne Euskaltel-Euskadi Saunier Duval-Scott |

## Desempenho dos 10 primeiros
|    | Rider                | 1  | 2   | 3  | 4  | 5  | 6  | 7  | 8  | 9  | 10 | 11 | 12 | 13 | 14 | 15 | 16 | 17 | 18 | 19 | 20 | 21 |
| -- | -------------------- | -- | --- | -- | -- | -- | -- | -- | -- | -- | -- | -- | -- | -- | -- | -- | -- | -- | -- | -- | -- | -- |
| 1  | Carlos Sastre        | 14 | 27  | 31 | 23 | 23 | 12 | 12 | 12 | 10 | 6  | 6  | 6  | 6  | 6  | 6  | 4  | 1  | 1  | 1  | 1  | 1  |
| 2  | Cadel Evans          | 6  | 5   | 9  | 4  | 4  | 2  | 2  | 2  | 2  | 1  | 1  | 1  | 1  | 1  | 3  | 3  | 4  | 4  | 4  | 2  | 2  |
| 3  | Bernhard Kohl        | 41 | 127 | 37 | 24 | 24 | 19 | 15 | 15 | 13 | 4  | 4  | 4  | 4  | 4  | 2  | 2  | 3  | 3  | 3  | 3  | 3  |
| 4  | Denis Menchov        | 26 | 25  | 52 | 11 | 11 | 7  | 5  | 5  | 5  | 5  | 5  | 5  | 5  | 5  | 4  | 5  | 5  | 5  | 5  | 4  | 4  |
| 5  | Christian Vandevelde | 18 | 21  | 25 | 6  | 6  | 4  | 4  | 4  | 3  | 3  | 3  | 3  | 3  | 3  | 5  | 6  | 6  | 6  | 6  | 5  | 5  |
| 6  | Fränk Schleck        | 7  | 9   | 11 | 28 | 28 | 17 | 13 | 13 | 11 | 2  | 2  | 2  | 2  | 2  | 1  | 1  | 2  | 2  | 2  | 6  | 6  |
| 7  | Samuel Sánchez       | 19 | 16  | 18 | 19 | 19 | 11 | 11 | 11 | 9  | 13 | 13 | 11 | 11 | 11 | 10 | 9  | 8  | 8  | 8  | 7  | 7  |
| 8  | Kim Kirchen          | 4  | 2   | 5  | 2  | 2  | 1  | 1  | 1  | 1  | 7  | 7  | 7  | 7  | 7  | 7  | 7  | 11 | 11 | 11 | 8  | 8  |
| 9  | Alejandro Valverde   | 1  | 1   | 4  | 17 | 17 | 8  | 6  | 6  | 6  | 14 | 14 | 12 | 12 | 12 | 9  | 8  | 7  | 7  | 7  | 9  | 9  |
| 10 | Tadej Valjavec       | 32 | 22  | 26 | 30 | 30 | 22 | 19 | 19 | 17 | 15 | 15 | 13 | 13 | 13 | 13 | 10 | 9  | 9  | 9  | 10 | 10 |

## Abandonos
Corredores que abandonaram, por queda, exaustão ou desclassificação
| Etapa | Ciclista              | Equipe                | Razão                                                                                       |
| ----- | --------------------- | --------------------- | ------------------------------------------------------------------------------------------- |
| 1     | Hervé Duclos-Lassalle | Cofidis               | Quebrou o pulso em um acidente                                                              |
| 3     | Ángel Gómez           | Saunier Duval-Scott   | Lesões devido a acidente                                                                    |
| 5     | Mauricio Soler        | Barloworld            | Lesão no punho                                                                              |
| 6     | Aurélien Passeron     | Saunier Duval-Scott   | Lesões por queda na 5ª etapa                                                                |
| 7     | Mauro Facci           | Quick Step            | Doença                                                                                      |
| 7     | Lilian Jégou          | La Française des Jeux | Colisão com árvore, pulso quebrado                                                          |
| 7     | John Gadret           | AG2R La Mondiale      | Lesões                                                                                      |
| 7     | Christophe Moreau     | Agritubel             | Dor nas costas                                                                              |
| 7     | Magnus Bäckstedt      | Garmin-Chipotle       | Terminou acima do limite de tempo                                                           |
| 8     | Manuel Beltrán        | Liquigás              | Testes positivos para EPO                                                                   |
| 10    | Yuri Trofimov         | Bouygues Télécom      | Frio e fadiga                                                                               |
| 11    | Moisés Dueñas         | Barloworld            | Testes positivos para EPO                                                                   |
| 11    | Paolo Longo Borghini  | Barloworld            | Quebrou clavícola                                                                           |
| 11    | Félix Cárdenas        | Barloworld            | Estiramento do tendão                                                                       |
| 12    | Riccardo Riccò        | Saunier Duval-Scott   | Equipe retirada após teste positivo de doping para EPO do principal ciclista Riccardo Riccò |
| 12    | Rubens Bertogliati    | Saunier Duval-Scott   | Equipe retirada após teste positivo de doping para EPO do principal ciclista Riccardo Riccò |
| 12    | Juan José Cobo        | Saunier Duval-Scott   | Equipe retirada após teste positivo de doping para EPO do principal ciclista Riccardo Riccò |
| 12    | David de la Fuente    | Saunier Duval-Scott   | Equipe retirada após teste positivo de doping para EPO do principal ciclista Riccardo Riccò |
| 12    | Jesús del Nero        | Saunier Duval-Scott   | Equipe retirada após teste positivo de doping para EPO do principal ciclista Riccardo Riccò |
| 12    | Josep Jufré           | Saunier Duval-Scott   | Equipe retirada após teste positivo de doping para EPO do principal ciclista Riccardo Riccò |
| 12    | Leonardo Piepoli      | Saunier Duval-Scott   | Equipe retirada após teste positivo de doping para EPO do principal ciclista Riccardo Riccò |
| 12    | Baden Cooke           | Barloworld            | Lesões devido a acidente                                                                    |
| 14    | Nicolas Jalabert      | Agritubel             | Lesões devido a queda                                                                       |
| 15    | Mark Cavendish        | Team Columbia         | Fadiga                                                                                      |
| 15    | Mark Renshaw          | Crédit Agricole       | Fadiga                                                                                      |
| 15    | Stijn Devolder        | Quick Step            | Doença                                                                                      |
| 15    | Óscar Pereiro         | Caisse d'Epargne      | Fratura no ombro por acidente                                                               |
| 16    | Sébastien Chavanel    | La Française des Jeux | Fadiga                                                                                      |
| 16    | Francesco Chicchi     | Liquigás              | Terminou acima do limite de tempo                                                           |
| 17    | Jimmy Casper          | Agritubel             | Terminou acima do limite de tempo                                                           |
| 19    | Damiano Cunego        | Lampre                | Lesões por queda na etapa 18                                                                |
| 19    | Christophe Brandt     | Silence-Lotto         | Lesões e doenças                                                                            |
| 19    | Fabian Wegmann        | Gerolsteiner          | Terminou acima do limite de tempo                                                           |
| 19    | Romain Feillu         | Agritubel             | Terminou acima do limite de tempo                                                           |
| 19    | Juan Antonio Flecha   | Rabobank              | Terminou acima do limite de tempo                                                           |

## Pré-favoritos
| Ciclista           | Equipe              | Notas                                  | Posição final (tempo) |
| ------------------ | ------------------- | -------------------------------------- | --------------------- |
| Cadel Evans        | Silence-Lotto       | 2º lugar no Tour de France 2007        | 2º (+ 58")            |
| Alejandro Valverde | Caisse d'Epargne    | 6º lugar no Tour de France 2007        | 9º (+ 7' 12")         |
| Denis Menchov      | Rabobank            | 5º lugar no Tour de France 2006        | 4º (+ 2' 10")         |
| Carlos Sastre      | Team CSC            | 4º lugar no Tour de France 2007        | 1º (87h 52' 52")      |
| Damiano Cunego     | Lampre              | Melhor jovem do Tour de France 2006    | Abandonou na etapa 19 |
| Andy Schleck       | Team CSC            | 2º lugar no Giro d'Italia 2007         | 12º (+ 11' 32")       |
| Roman Kreuziger    | Liquigás            | 1º lugar no Tour da Suíça 2008         | 13º (+ 12' 59")       |
| Mauricio Soler     | Barloworld          | Rei da montanha no Tour de France 2007 | Abandonou na etapa 5  |
| Samuel Sánchez     | Euskaltel-Euskadi   | 3º lugar na Volta de Espanha 2007      | 7º (+ 6' 25")         |
| Stijn Devolder     | Quick Step          | 1º lugar na Ronde Van Vlaanderen 2008  | Abandonou na etapa 15 |
| Haimar Zubeldia    | Euskaltel-Euskadi   | 5º lugar no Tour de France 2007        | 45º (+ 1h 27' 00")    |
| Kim Kirchen        | Team Columbia       | 7º lugar no Tour de France 2007        | 8º (+ 6' 55")         |
| Riccardo Riccò     | Saunier Duval-Scott | 2º lugar no Giro d'Italia 2008         | Abandonou na etapa 12 |

| Não terminou |

| Terminou entre os 5 primeiros |